# هر یکشنبه کذایی
هر یکشنبه کذایی (به انگلیسی: Any Given Sunday) یک فیلم سینمایی آمریکایی در ژانر درام و ورزشی به کارگردان اولیور استون محصول سال ۱۹۹۹ میلادی با بازی
آل پاچینو، کامرون دیاز است.